# Papilio palinurus
Papilio palinurus — дневная бабочка из семейства Парусники. Названа по имени персонажа античной мифологии Палинура. Бабочек данного вида часто разводят и содержат в т. н. «Садах бабочек».

## Описание

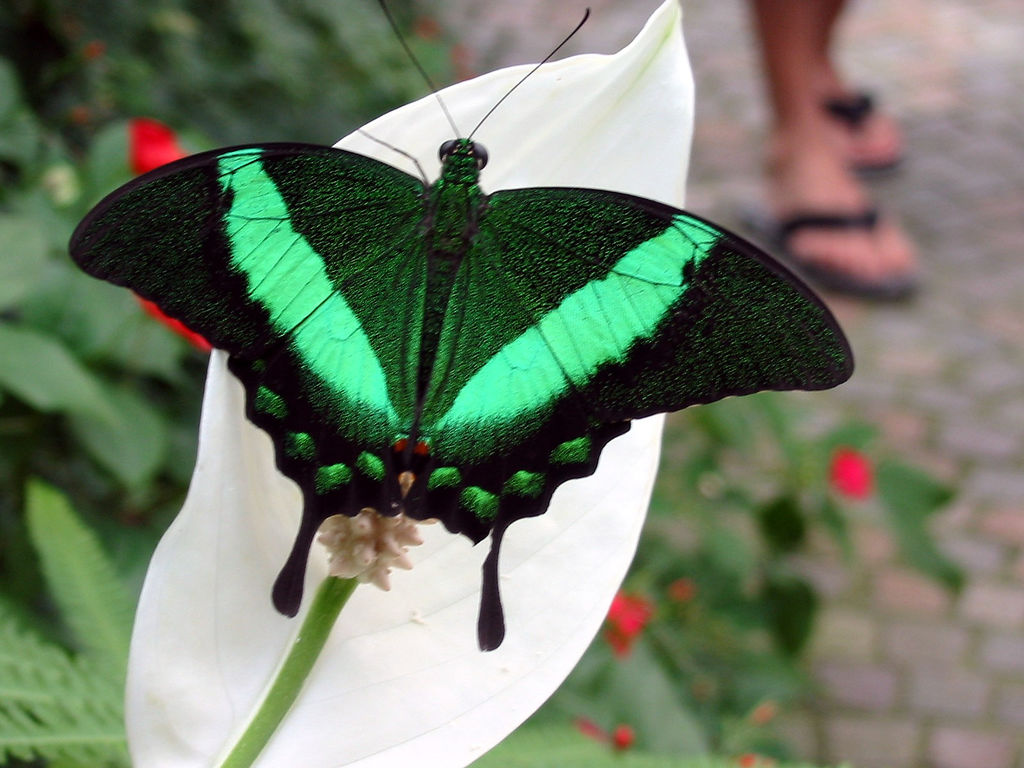

Размах крыльев до 8—10 см. Основной фон крыльев чёрный, с напылением зелёными чешуйками. На крыльях проходят широкие полосы зелёного цвета. Хвостики задних крыльев заметно расширены к концу.

## Ареал
Филиппины, Индия, Бирма, Борнео, Индонезия.

## Подвиды
- P. p. palinurus — Бирма, Малайзия, Борнео
- P. p. auffenbergi (Bauer & Frankenbach, 1998) — Индонезия
- P. p. nymphodorus (Fruhstorfer) — остров Basilan
- P. p. adventus (Fruhstorfer) — остров Nias
- P. p. daedalus (C. & R. Felder, 1861) — Филиппины
- P. p. angustatus (Staudinger, 1888) — остров Палаван, Филиппины.

## Кормовое растение гусениц
Гусеницы питаются растениями рода Euodia.